# جاودانه
جاودانه (به اسپانیایی: El inmortal) داستان کوتاهی از خورخه لوئیس بورخس نویسنده آرژانتینی است که در سال ۱۹۴۷ منتشر شد. در این داستان خاطرات شخصی که به جاودانگی رسیده و به شهر جاودانگان سفر کرده نقل شده و پیامدهای تجربه جاودانگی تشریح می‌شود.